# Juarina
Juarina este un oraș în Tocantins (TO), Brazilia.